# Talmud bavli
Talmud Bavli, den hebreiska förkortningen av den babyloniska Talmud. Författades av rabbiner i Babylonien, nuvarande Irak. Det är Talmud Bavli som idag studeras och är normgivande inom judendomen, till skillnad från den jerusalemitiska Talmud som i jämförelse är ofullständig.